# Nakło (Gliwice)
Pour les articles homonymes, voir Nakło.
Nakło est une localité polonaise de la gmina de Toszek, située dans le powiat de Gliwice en voïvodie de Silésie.